# Altpreußisches Garnisonregiment No. VIII (1756)
Das Garnisonbataillon Nr. VIII war ein Infanterieverband der Preußischen Armee mit Stationierungsort Glatz.

## Geschichte
Den Stamm des Regiments bildeten Männer, die 1741 im ganzen Reich vom Oberst Karl von der Recke geworben wurden. Sie formierten in Müncheberg ein Garnisonregiment mit zehn Musketier- und zwei Grenadier-Kompanien. Im Jahr 1753 wurden die Grenadier-Kompanien in den Felddienst versetzt und kamen in das stehende Grenadier-Bataillon Nr. 6. Mit dem Beginn des Siebenjährigen Krieges im Jahr 1756 wurde das Regiment wieder auf zehn Kompanien ergänzt. Aber im Jahr 1760 geriet das Regiment mit dem Oberst Quadt von Wickerath bei der Kapitulation von Glatz in österreichische Gefangenschaft. Das Regiment wurde dann wiedererrichtet, dazu dienten Leute aus den Freibataillonen Le Noble und Wunsch, sowie dem 1758 errichtetem Freiregiment Lüderitz. Diese wurden 1763 durch die Rückkehrer aus dem ursprünglichen Bataillonen ergänzt.
Mit der Auflösung 1787 kamen vier Kompanien zum Füsilier-Bataillon Nr. 7 (1806 als Oberschlesische Füsilier Brigade nach der Kapitulation von Schweidnitz aufgelöst). Jeweils drei Kompanien kamen als Depotbataillon in die Infanterie-Regimenter Nr. 2, 24, 34 und 35. Jeweils zwei Kompanien kamen in die Regimenter Nr. 37 und 43.

## Chefs
- 1741–1745 Oberst von der Recke
- 1745–1746 Generalmajor von Löben
- 1746–1748 Oberst von Knobelsdorf
- 1748–1757 Oberst von Nettelhorst
- 1757–1763 Oberst Freiherr Quadt von Wikerath[2]
- 1763–1772 Oberst Le Noble
- 1772–1778 Oberst von Bremer
- 1778–1782 Oberst von Berrenhauer erhielt 1782 das Garnisonregiment Nr. 11
- 1782–1788 Generalmajor von Heyking

## Garnison
- 1742 Müncheberg
- 1742–1752 Glatz, Neiße, Habelschwerdt, Falkenhain, Freiburg
- 1753–1755 Glatz, Neiße, Habelschwerdt, Bolkenhain, Freiburg
- 1760–1762 Glatz
- 1764–1788 Glatz, Reichenbach